# Acroporium longirostre
Acroporium longirostre är en bladmossart som beskrevs av William Russell Buck 1983. Acroporium longirostre ingår i släktet Acroporium och familjen Sematophyllaceae. Inga underarter finns listade i Catalogue of Life.